# روس هیل (آیووا)
روس هیل (به انگلیسی: Rose Hill) شهری در ایالت آیووا کشور ایالات متحده آمریکا است که جمعیت آن در سرشماری سال ۲۰۱۰ میلادی، ۱۶۸ نفر بوده‌است.